# Twierdzenie Lapunowa
Twierdzenie Lapunowa – twierdzenie teorii miar wektorowych mówiące, że obraz bezatomowej i ograniczonej miary wektorowej o wartościach w rzeczywistej przestrzeni euklidesowej jest wypukły i zwarty. Twierdzenie udowodnione po raz pierwszy w roku 1940 przez radzieckiego matematyka Aleksieja Lapunowa doczekało się wielu nowych dowodów, z których najbardziej znany pochodzi z pracy Jorama Lindenstraussa z roku 1966. Mimo prostoty samego twierdzenia każdy jego dowód jest nieefektywny (tzn. odwołuje się do pewnej wersji aksjomatu wyboru). W dowodzie Lindenstraussa wykorzystuje się twierdzenie Banacha-Alaoglu oraz twierdzenie Krejna-Milmana.

## Twierdzenie
Twierdzenie Lapunowa można sformułować korzystając jedynie z pojęć klasycznej teorii miary. Niżej znajduje się jedna z popularniejszych jego wersji przedstawiona w tym duchu:
Niech {\displaystyle (\Omega ,{\mathcal {A}})} będzie przestrzenią mierzalną, to znaczy niech {\displaystyle {\mathcal {A}}} oznacza σ-ciało określone na zbiorze {\displaystyle \Omega } oraz niech {\displaystyle \mu _{1},\dots ,\mu _{n}} będą skończonymi i bezatomowymi miarami na {\displaystyle {\mathcal {A}}.} Wówczas obraz funkcji {\displaystyle \mu } danej wzorem
{\displaystyle \mu (A)={\big (}\mu _{1}(A),\dots ,\mu _{n}(A){\big )}\quad (A\in {\mathcal {A}})}
jest zwartym i wypukłym podzbiorem przestrzeni {\displaystyle \mathbb {R} ^{n}.}